# Jerry Maren
Gerard Emil Marenghi, dit Jerry Maren, est un acteur américain né le 24 janvier 1920 à Boston dans le Massachusetts et mort le 24 mai 2018 à San Diego en Californie.
Il était connu pour être le dernier acteur "survivant" du film Le Magicien d'Oz.

## Biographie

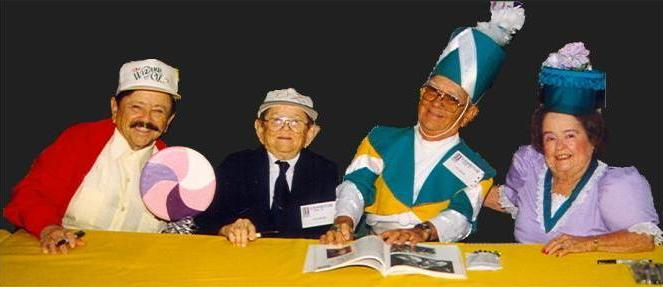
Des Munchkins du film de 1939 Le Magicien d'Oz en 1998 ; de gauche à droite : Jerry Maren, Karl Slover, Clarence Swensen et Margaret Pellegrini.

## Filmographie
- 1939 : Tiny Troubles : Light Fingered Lester
- 1939 : Le Magicien d'Oz (The Wizard of Oz) de Victor Fleming : Lollipop Guild
- 1939 : Un jour au cirque (At the Circus) d'Edward Buzzell : Little Prof. Atom
- 1941 : Maisie Was a Lady : Midget
- 1942 : True to the Army : Col. Delaroy
- 1942 : Fingers at the Window (en) : Small boy
- 1942 : Mabok, l'éléphant du diable (Beyond the Blue Horizon)
- 1942 : Here We Go Again : Charlie McCarthy Movement Double
- 1943 : Obsessions (Flesh and Fantasy) : Midget
- 1944 : Silent Partner (en) de George Blair : Messenger
- 1944 : Johnny Doesn't Live Here Anymore : Gremlin
- 1945 : Bring on the Girls : Midget doing fireman gag with Spike Jones
- 1945 : The Great John L.
- 1945 : L'Esprit fait du swing (That's the Spirit) : Midget
- 1945 : Duffy's Tavern : Midget
- 1945 : An Angel Comes to Brooklyn : Midget Baby
- 1946 : Three Wise Fools : Sir Boulder
- 1948 : Are You with It? : Midget
- 1948 : When My Baby Smiles at Me : Midget
- 1949 : Samson et Dalila (Samson and Delilah) : Bit Part
- 1951 : Superman et les Nains de l'enfer (Superman and the Mole Men) : Mole-Man
- 1968 : La Planète des singes (Planet of the Apes) : Bit part
- 1970 : Bigfoot : Child Bigfoot
- 1973 : Little Cigars : Cadillac
- 1978 : The Bad News Bears Go to Japan : Page Boy
- 1980 : Where the Buffalo Roam d'Art Linson : Bell Man
- 1981 : Under the Rainbow de Steve Rash : Hotel Rainbow Guest
- 1982 : Tron
- 1983 : La Foire des ténèbres (Something Wicked This Way Comes)
- 1983 : The Being : The Monster
- 1985 : Hot Moves : Arcade Vendor
- 1986 : House : Little Critter
- 1987 : La Folle Histoire de l'espace (Spaceballs)
- 1988 : Tranquille est le fleuve (The Great Outdoors)
- 2000 : Bit Players : Oompa Loompa

## Télévision
- 1955 : Andy's Gang (série TV) : Buster Brown (voix)
- 1978 : The Return of Captain Nemo (TV)
- 1981 : Side Show (TV) : Tom Tiny
- 1982 : No soap (No soap, radio) (série TV) : Morris
- 1983 : High School U.S.A. (TV) : Robot
- 1984 : It Came Upon the Midnight Clear (TV) : Elf 3
- 1986 : Petronella (TV) : George
- 1990 : The Dreamer of Oz (en) (TV) : Mr. Munchkin